# بلاتون
بلاتون (بالإنجليزية: Platon)‏ هو مصور بريطاني، ولد في 20 أبريل 1968 في لندن في المملكة المتحدة.